# جان چمپیون
جاناتان مارتین چمپیون (به انگلیسی:Jonathan Martin Champion) متولد ۲۳ مه ۱۹۶۵یک مفسر ورزشی بریتانیایی است که هم‌اکنون در ESPN کار می‌کند.
چمپیون یک مفسر با سابقه و با تجربه است که در ۲۰ سال گذشته در بی‌بی‌سی و آی تی وی نیز کار کرده‌است. او اولین گزارش خود جام جهانی را در ایتالیا پوشش داد.
چمپیون در حال حاضر برای ESPN فوتبال بین‌المللی و لیگ برتر فوتبال را پوشش می‌دهد. شریک پخش او برای مسابقات بین‌المللی استوارت رابسون است. در حالی که او با تیلور تویلمن برای ام‌ال اس کار می‌کند. پدر وی دیوید چمپیون معاون مدیر مدرسه مستقل بوتهام یورک بود. گزارش‌های جان همچنین می‌تواند در بسیاری از مسابقات لیگ برتر و جام لیگ در سراسر جهان شنیده شود.
او همچنین گزارش بازی PES در کنار جیم بگلین را در کارنامه دارد.